# Volodymyr Lukašenko
Volodymyr Volodymyrovyč Lukašenko (* 14. února 1980 Kyjev, Sovětský svaz) je bývalý ukrajinský sportovní šermíř, který se specializoval na šerm šavlí. Ukrajinu reprezentoval v prvních letech nového tisíciletí. Na olympijských hrách startoval v roce 2000 a 2004 v soutěži jednotlivců a družstev. V soutěži jednotlivců vypadl na olympijských hrách 2004 ve čtvrtfinále. V roce 2003 získal titul mistra v soutěži jednotlivců a v roce 2006 obsadil druhé místo na mistrovství Evropy. S ukrajinským družstvem šavlistů vybojoval v roce 2006 druhé místo na mistrovství světa a dvě druhé místa (2000, 2004) na mistrovství Evropy.